# Eumyrmococcus recalvus
Eumyrmococcus recalvus är en insektsart som beskrevs av Williams 1998. Eumyrmococcus recalvus ingår i släktet Eumyrmococcus och familjen ullsköldlöss. Inga underarter finns listade i Catalogue of Life.